# 厚喙菊属
厚喙菊属（学名：Dubyaea）是菊科下的一个属，为直立、稍分枝草本植物。该属共有厚喙菊（Dubyaea hispida）等10种，分布于喜马拉雅地区至中国西南部。